# Giorgi Vasjadze
Giorgi Vasjadze (Georgisch: გიორგი ვაშაძე) (Tsjiatoera, 8 juli 1981) is een politicus uit Georgië. Hij is oprichter en leider van de liberale politieke partij Strategie Agmasjenebeli. Daarnaast zat hij twee termijnen in het parlement van Georgië in oppositie tegen de regerende Georgische Droom. Eerder was hij vice-minister van Justitie in het kabinet van premier Nika Gilaoeri en president Micheil Saakasjvili.

## Opleiding
Giorgi Vasjadze werd in de West-Georgische mijnbouwplaats Tsjiatoera geboren, in wat destijds nog de Georgische sovjetrepubliek was. Hij behaalde medio 2003 een bachelor in openbaar bestuur aan de Technische Universiteit van Georgië en in 2005 een master in dezelfde opleiding. In 2004 behaalde hij een graad in Rechtsgeleerdheid aan de Staatsuniversiteit van Tbilisi. Tijdens zijn studiejaren was hij oprichter en voorzitter van de Georgische vereniging van Jonge Ambtenaren (2001-2003). Ook richtte hij het Georgisch-Ossetische Samenwerkings- en Ontwikkelingscentrum op.

## Vroege carrière
Parallel aan zijn studies was Vasjadze inspecteur van het Centraal Bureau voor Onderzoek van Interpol (2003-2004), extern specialist van de Tijdelijke Commissie van het Georgische Parlement voor het Herstel van de Territoriale Integriteit (2004-2005). In 2005 maakte Vasjadze de overstap naar de Dienst Burgerlijke Stand van het Ministerie van Justitie, toen hij hoofd werd van de Dienst Paspoorten en Bevolkingsregistratie in het district Tsjoegoereti van Tbilisi. In datzelfde jaar werd hij vicevoorzitter van de gehele Dienst Burgerlijke Stand, om in 2006 het hoofd van deze dienst te worden.
In deze rol leidde hij de invoering van het biometrisch paspoort, met hulp van de Europese Unie, als opmaat naar Georgische visumliberalisatie met de EU. Daarnaast werden ook nieuwe identiteitskaarten, digitale handtekeningen en het digitale burgerportaal ingevoerd en werd in brede zin de burgerregistratie vergemakkelijkt en toegankelijker gemaakt.

## Politiek

Vasjadze voerde de "alles in één ruimte" overheidsdienstverlening voor burgers in. Hier het 'Huis van Justitie' in Tbilisi.

In maart 2010 maakte Vasjadze zijn entree in de Georgische politiek, toen hij door premier Nika Gilaoeri tot vice-minister van Justitie werd benoemd. Als viceminister van Justitie was Vasjadze in 2011 verantwoordelijk voor de invoering van het Huis van Justitie, de centrale plek waar burgers in een centraal gebouw per gemeente al hun overheidszaken kunnen regelen volgens het concept "alles in één ruimte" (one-stop shop). Het wordt in Georgië gezien als de meest succesvolle hervorming van 2011. Daarnaast was Vasjadze verantwoordelijk voor de succesvolle initiatieven om overheidstransparantie te vergroten en de gezondheidszorg te digitaliseren.
Hij behield zijn functie als hoofd van de Burgerlijke Stand, tot hij deze in maart 2012 neerlegde. In deze hoedanigheid trok Vasjadze in oktober 2011 het Georgische staatsburgerschap in van miljardair Bidzina Ivanisjvili, vanwege zijn Franse en Russische staatsburgerschap waar hij openlijk voor uitkwam, terwijl de Georgische wet meerdere nationaliteiten niet toestaat. Ivanisjvili wilde een politieke partij oprichten in oppositie tegen de regerende Verenigde Nationale Beweging, wat hiermee geblokkeerd werd. Een juridisch gevecht om het Georgisch staatsburgerschap te herstellen volgde, dat pas een jaar later na de parlementsverkiezingen van oktober 2012 werd beslecht, toen president Micheil Saakasjvili door de politieke realiteit gedwongen werd dit te doen. Ivanisjvili wist in april 2012 zijn partij Georgische Droom alsnog op te richten en won er de verkiezingen mee.

### Parlement

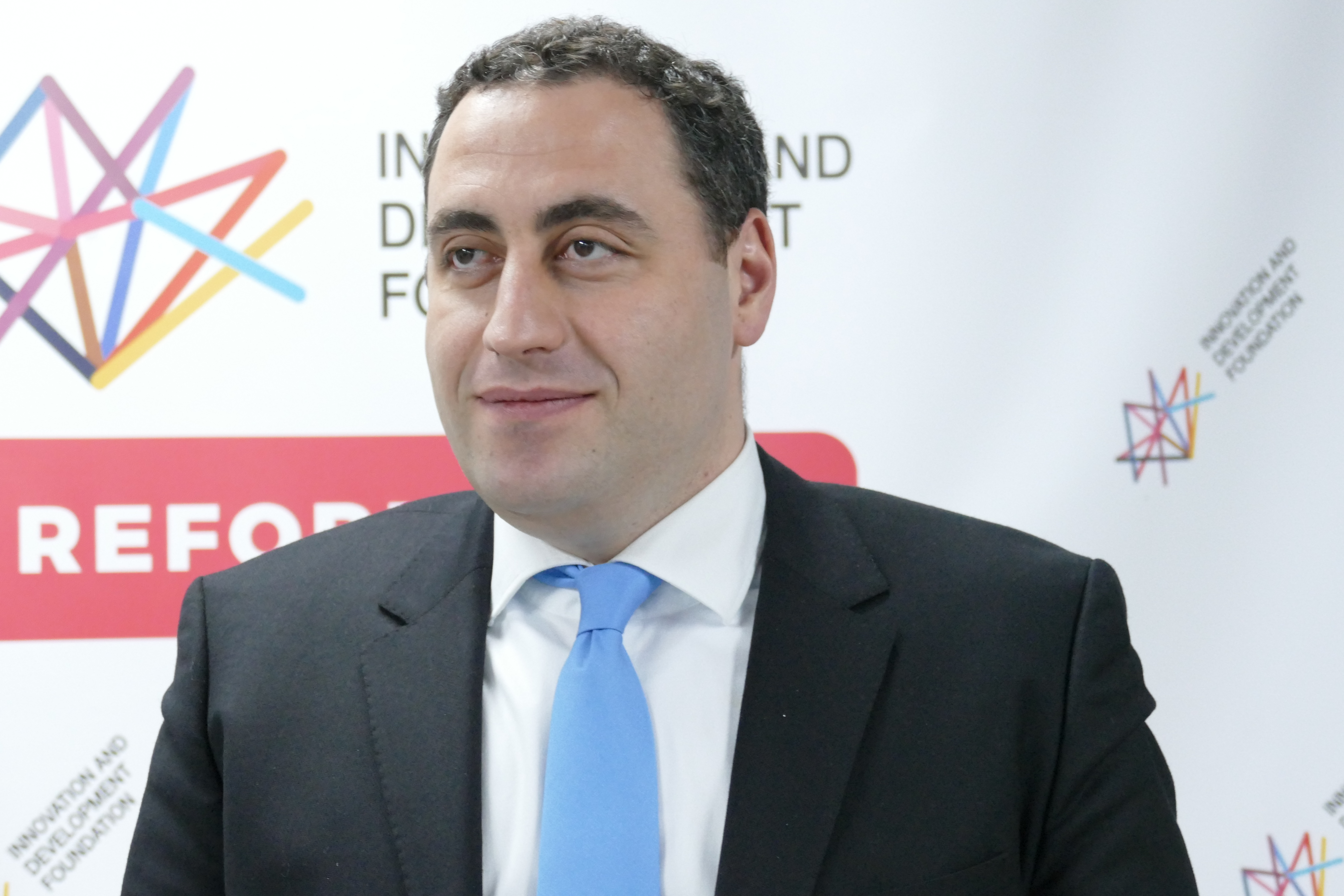
Vasjadze bij het 'Fonds voor Innovatie en Ontwikkeling' in Oekraïne, een organisatie die hij in 2015 oprichtte. Hij droeg zijn ervaringen als hervormer over aan zijn Oekraïense collega's.

In aanloop naar de parlementsverkiezingen van oktober 2012 werd Vasjadze door de regerende Verenigde Nationale Beweging gekandideerd in het enkelvoudige kiesdistrict Isani van hoofdstad Tbilisi, waarna hij zijn kabinetsfunctie neerlegde. Tevens stond hij op de achtste plek van de lijst. Vasjadze verloor de districtsrace van de kandidaat van Georgische Droom, maar hij werd via de lijst in het parlement verkozen. De Verenigde Nationale Beweging verloor de macht met deze verkiezing en belandde in de oppositie.
Tijdens zijn termijn was Vasjadze onder meer actief om zijn opgedane ervaring met de hervormingen rond de overheidsdienstverlening en burgerzaken te delen met Oekraïne, waar op dat moment voormalige Georgische politici actief waren. Daarnaast was hij regelmatig een van de leidende figuren met anti-regeringsdemonstraties, in protest tegen de koers van de nieuwe regering, die verweten werd de Europese integratie te saboteren en Russische invloed toe te laten.
Vasjadze gaf in 2013 aan zich namens de Verenigde Nationale Beweging te willen kandideren voor het burgemeesterschap van Tbilisi, maar trok zich in maart 2014 terug toen partijgenoot Nika Melia ook zijn interesse toonde. Hierdoor was er geen interne verkiezing meer nodig om de definitieve kandidaat van de partij te bepalen.

### Eigen partij
Op 5 mei 2016 verliet Vasjadze de Verenigde Nationale Beweging uit onvrede over de interne partijcultuur die te weinig vernieuwing zou toelaten. Hij wilde met een eigen partij deelnemen aan de parlementsverkiezingen van 2016. Een maand later hield hij voor het parlement de oprichtingsbijeenkomst van 'Nieuw Georgië' en werd hij voorzitter ervan. Vanwege de kiesdrempel van vijf procent zocht Vasjadze een electorale alliantie met andere partijen.
Die vond hij met het ook nieuwe Girtsji, de Nieuwe Rechtsen en Staat voor de Mensen, een nieuwe partij van operazanger Paata Boertsjoeladze en de naamgever van de alliantie. Het verbond kreeg ruim drie procent van de stemmen, niet genoeg voor zetels in het parlement, door onder meer openlijke ruzie tussen Boertsjoeladze en Girtsji. Deze laatste verliet vlak voor de verkiezingen de coalitie, die daarna helemaal uit elkaar ging. In 2017 organiseerde Vasjadze een nieuwe alliantie met drie andere kleine partijen voor deelname aan de gemeenteraadsverkiezingen onder de noemer 'Giorgi Vasjadze - Eenheid Nieuw Georgië'. Hij wist hiermee alleen in de gemeente Tsalka een zetel te behalen. Vasjadze was tevens kandidaat namens de alliantie voor het burgmeesterschap van Tbilisi, maar behaalde minder dan twee procent van de stemmen in de verkiezing, die gewonnen werd door Kacha Kaladze.
Voor de presidentsverkiezingen van oktober 2018 sloot Vasjadze zich aan bij de coalitie Kracht in Eenheid van zijn oude partij Verenigde Nationale Beweging en werd campagneleider van naamgenoot Grigol Vasjadze. Na de tweede ronde, die gewonnen werd door Salome Zoerabisjvili, claimde Giorgi Vasjadze verkiezingsfraude en rapporteerde meer dan 800 schendingen. In 2019 en 2020 was Vasjadze als vertegenwoordiger van de "buitenparlementaire oppositie" betrokken bij overleg met de regerende Georgische Droom om te komen tot een meer evenredig kiesstelsel.

### Strategie Agmasjenebeli

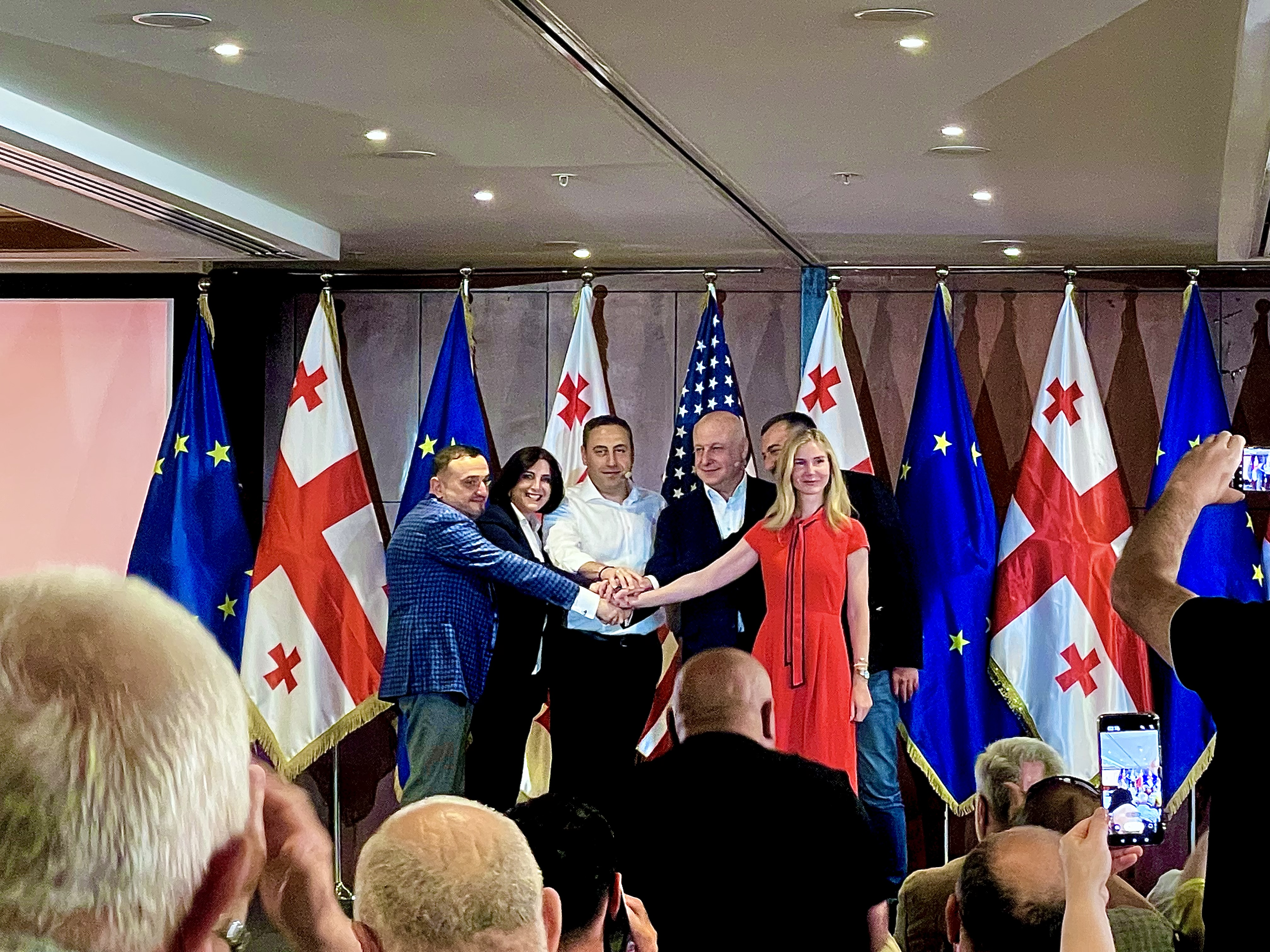
Vasjadze ging in 2023 met zijn partij een verbond aan met de Verenigde Nationale Beweging. In 2024 sloot ook Europees Georgië hierbij aan.

Voor de parlementsverkiezingen van 2020 zocht Vasjadze wederom samenwerking met enkele kleine partijen en hernoemde Nieuw Georgië in Strategie Agmasjenebeli. Deze naam was afgeleid van de strategische en daadkrachtige middeleeuwse Georgische koning David de Bouwer (Davit Agmasjenebeli), die regeerde tijdens de hoogtijdagen van het koninkrijk Georgië. De verkiezing vond plaats met een aangepast kiesstelsel met een lage kiesdrempel van een procent en veel minder enkelvoudige kiesdistricten. Strategie Agmasjenebeli won vier zetels en Vasjadze werd in het parlement gekozen.
De gezamenlijke oppositie boycotte aanvankelijk maandenlang het parlement, vanwege vermeende verkiezingsfraude, maar na Europese bemiddeling trad een deel van de oppositie in april 2021 alsnog toe tot het parlement, waaronder Vasjadze. Tijdens deze periode was Vasjadze pleitbezorger voor het aanvragen van het Georgisch lidmaatschap van de EU en was kritisch op regeringsplannen om gedeeltelijk elektronisch stemmen in te voeren. Hij stelde dat het juist overal ingevoerd moest worden, en verdacht Georgische Droom ervan in plattelandsgebieden verkiezingsfraude mogelijk te houden.

### Verkiezingen 2024 en vervolging

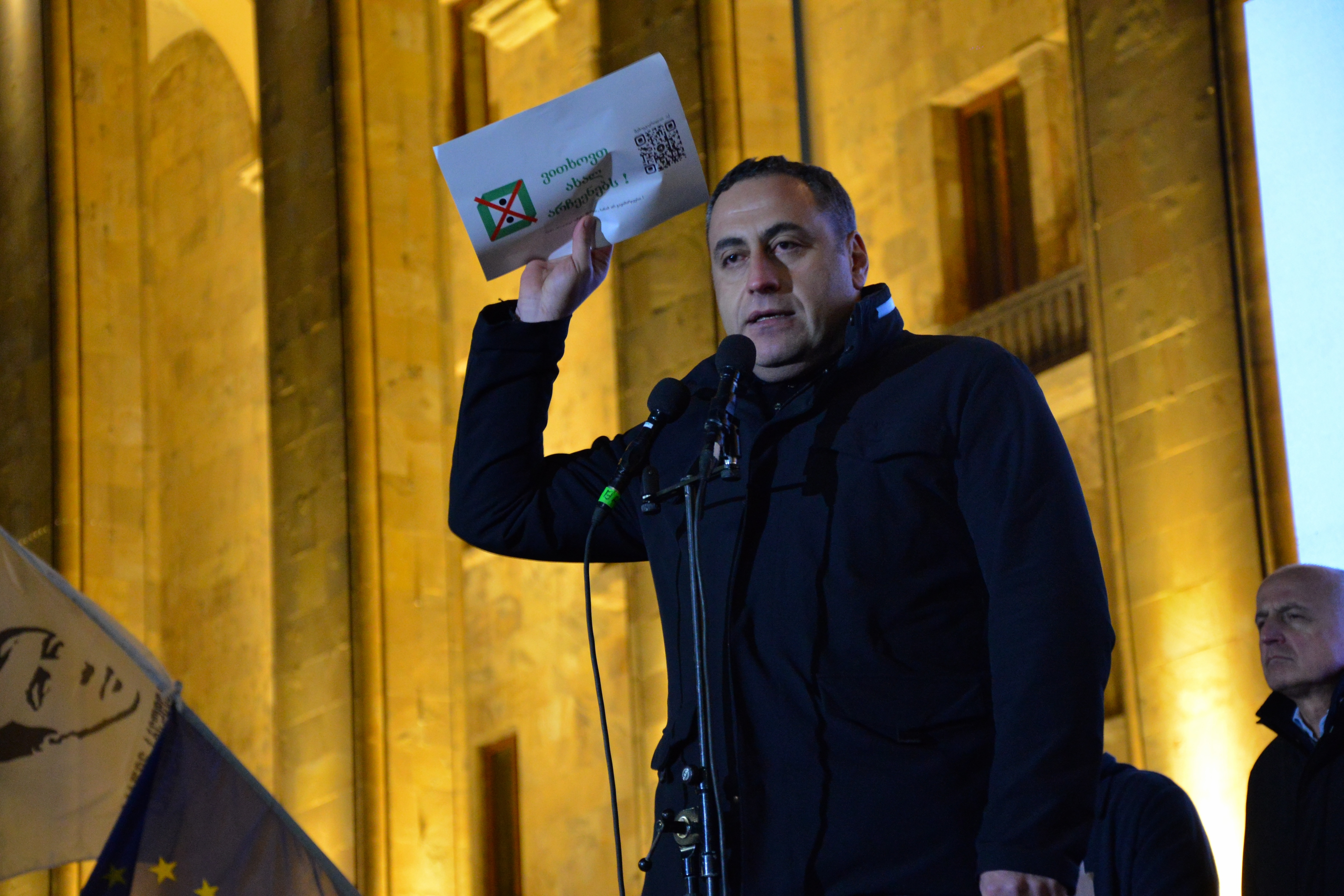
Vasjadze was een van de protestgezichten na de verkiezingen van 2024.

Vasjadze zocht in 2023 weer toenadering tot zijn oude partij Verenigde Nationale Beweging, die nog steeds de grootste oppositiepartij was. Voor de verkiezingen van 2024 zou de kiesdrempel van vijf procent terugkeren, waar Strategie Agmansjenebeli ruim onder bleef zitten in peilingen. In juli 2023 sloten de twee partijen een electorale alliantie en werd Vasjadze campagneleider. Na de verkiezingen boycotten de oppositieleden wederom het parlement, vanwege verkiezingsfraude, maar dit keer volhardde de oppositie erin. Vasjadze en 48 andere parlementsleden lieten hun zetels annuleren, waardoor deze vacant bleven. Vasjadze werd in de maanden na de verkiezingen een van de protestgezichten van de gezamenlijke oppositie, tegen de in hun ogen onrechtmatige regering, en eiste nieuwe verkiezingen en het niet legitiem verklaren van het parlement.
Vasjadze werd op 24 juni 2025 veroordeeld tot zeven maanden celstraf en een verbod van twee jaar op publieke functies, omdat hij had geweigerd voor een parlementaire onderzoekscommissie te verschijnen. Deze commissie, die in februari 2025 was ingesteld door Georgische Droom, onderzocht "misdaden" begaan door de regering-Saakasjvili in de periode 2003-2012, met als oogmerk Verenigde Nationale Beweging en al haar satellietpartijen te verbieden. Meerdere oppositieleiders die voor de commissie opgeroepen werden, weigerden de ondervraging omdat ze het parlement dat in 2024 was gekozen niet erkenden en daarmee ook de parlementscommissie niet.

## Verkiezingsresultaten
Giorgi Vasjadze deed eenmaal mee aan de burgemeestersverkiezing in Tbilisi. In 2017 werd hij zesde in een verkiezing die door Kacha Kaladze van Georgische Droom gewonnen werd.
| Burgemeester Tbilisi | 2017 | Nieuw Georgië | 7.800 | 1,95 | 6 | Kacha Kaladze | [ 24 ] |  |  |  |  |  |  |  |
|                      |      |               |       |      |   |               |        |  |  |  |  |  |  |  |

## Persoonlijk
Vasjadze is sinds 2010 getrouwd met Ketevan Sitsjinava. Het gezin heeft drie kinderen.

## Onderscheidingen
Op onafhankelijkheidsdag 26 mei 2011 werd Vasjadze door president Micheil Saakasjvili onderscheiden met de Orde van Uitmuntendheid.